# Anoplognathini
Anoplognathini — триба жуків родини Пластинчастовусі (Scarabaeidae).

## Опис
Жуки середнього розміру з короткими та міцними ногами. Надкрила голі й гладкі, червонуватого забарвлення.

## Поширення
Триба налічує понад 200 видів поширених в Австралії, Центральній та Південній Америці.

## Класифікація
- Триба Anoplognathini MacLeay, 1819
  - Група Anoplognathina MacLeay, 1819 — Австралія
    - Рід Anoplognathus Leach, 1815 — 38 видів
    - Рід Anoplostethus Brullé, 1837 — 3 види
    - Рід Calloodes White, 1845 — 4 види
    - Рід Epichrysus White, 1841 — 1 вид
    - Рід Paraschizognathus Ohaus, 1904 — 13 видів
    - Рід Repsimus MacLeay, 1819 — 2 види
    - Рід Wambo Allsopp, 1988 — 1 вид

  - Група Brachysternina Burmeister, 1844 — Аргентина та Чилі.
    - Рід Aulacopalpus Guérin-Ménéville, 1838 — 9 видів
    - Рід Brachysternus Guérin-Ménéville, 1831 — 7 видів
    - Рід Hyalomorpha Arrow, 1899 — 1 вид

  - Група Phalangogoniina Ohaus, 1918 — Центральна Америка
    - Рід Phalangogonia Burmeister, 1844 — 8 видів

  - Група Platycoeliina Burmeister, 1844 — Південна Америка
    - Рід Platycoelia Dejean, 1833 — 62 види

  - Група Schizognathina Ohaus, 1918 — Австралія
    - Рід Amblochilus Blanchard, 1851 — 1 рід
    - Рід Amblyterus MacLeay, 1819 — 9 видів
    - Рід Bilobatus Machatschke, 1970 — 2 види
    - Рід Clilopocha Lea, 1914 — 5 видів
    - Рід Dungoorus Carne, 1958 — 1 вид
    - Рід Eosaulostomus Carne, 1956 — 6 видів
    - Рід Exochogenys Carne, 1958 — 1 вид
    - Рід Mesystoechus Waterhouse, 1878 — 2 види
    - Рід Mimadoretus Arrow, 1901 — 3 види
    - Рід Pseudoschizognathus Ohaus, 1904 — 3 види
    - Рід Saulostomus Waterhouse, 1878 — 5 видів
    - Рід Schizognathus Fischer von Waldheim, 1823 — 8 видів
    - Рід Triplognathus Ohaus, 1904 — 1 вид